# Моршанськ

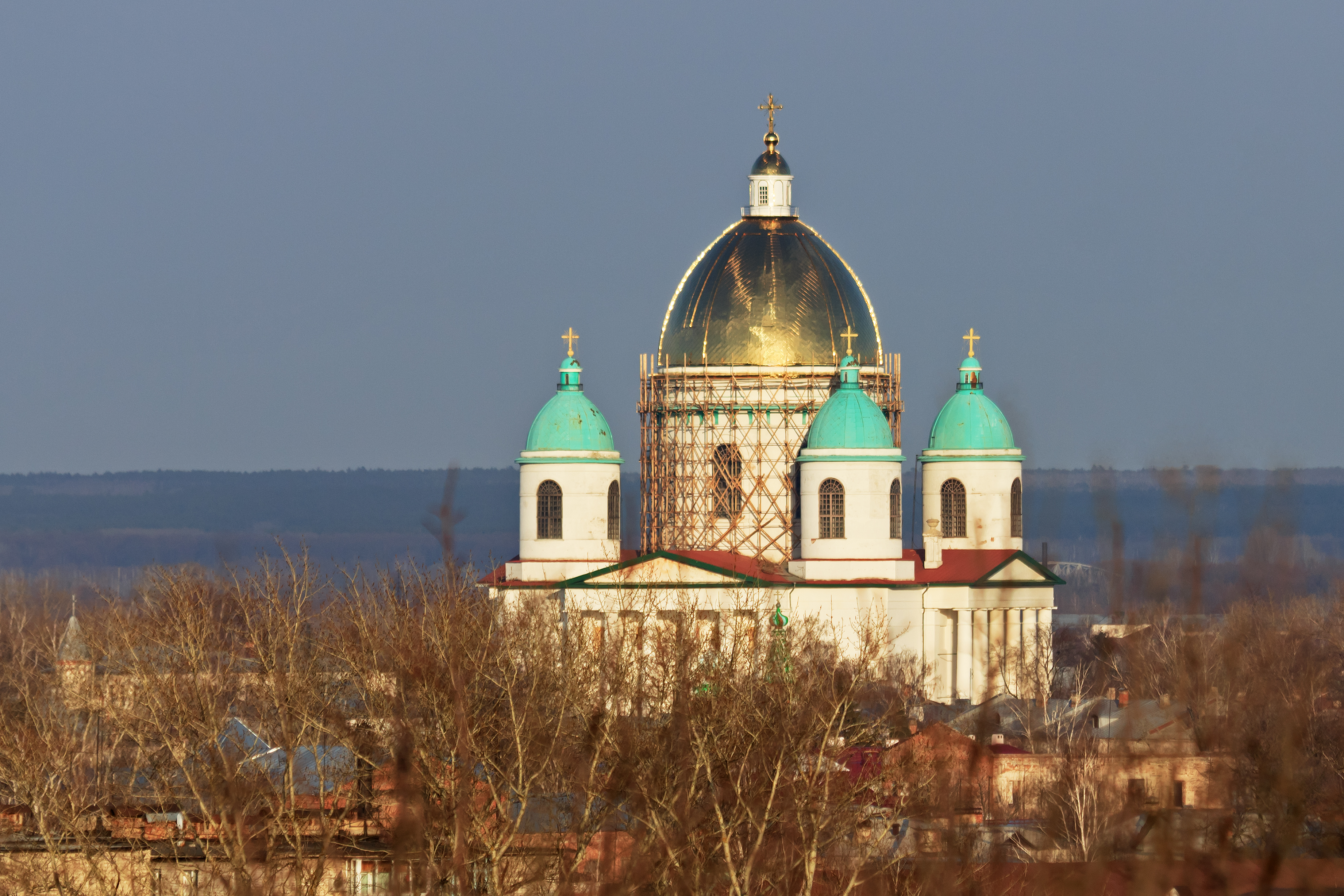
Троїцький собор

Морша́нськ (рос. Морша́нск) — місто (від 1779), районний центр у Тамбовській області Росії. Пристань на річці Цна[якій?].

## Історія
Моршанськ відомий від 1623 року. Вперше згадується як село Морша, яке належало рязанським архієреям.
Архітектурні пам'ятки 18—19 століть. Найвідоміша з них — Троїцький собор (1836–1857) — майже точна копія Преображенського собору св. Трійці, збудованого в Санкт-Петербурзі.
Населення (тисяч мешканців): 1987 — 51 тис. чол.; 2001 — 49,3 тис. чол.

## Особистості
У Моршанську народилися:
- Лансере Євген Олександрович (1848—1886) — скульптор
- Бобров Всеволод Михайлович (1922—1979) — російський спортсмен (футбол, хокей із м'ячем, хокей із шайбою) і тренер.
- Валентинов Микола Владиславович (1879—1964) — російський публіцист і філософ.
- Гетц Борис Гаврилович (1925—2002) — радянський військовик, Герой Радянського Союзу.
- Михайлов Олександр Олександрович (1888—1983) — російський астроном і гравіметрист. Академік АН СРСР.
- Поляков Лев Олександрович (1927—2001) — радянський і російський актор театру і кіно.

У військовому госпіталі під час Першої світової війни працював Яків Риженко.